# 广西师范大学出版社
广西师范大学出版社（英語：Guangxi Normal University Press）成立于1986年11月18日，位于广西壮族自治区桂林市，出版书籍以教材與社会科学圖書為主，隶属广西师范大学。

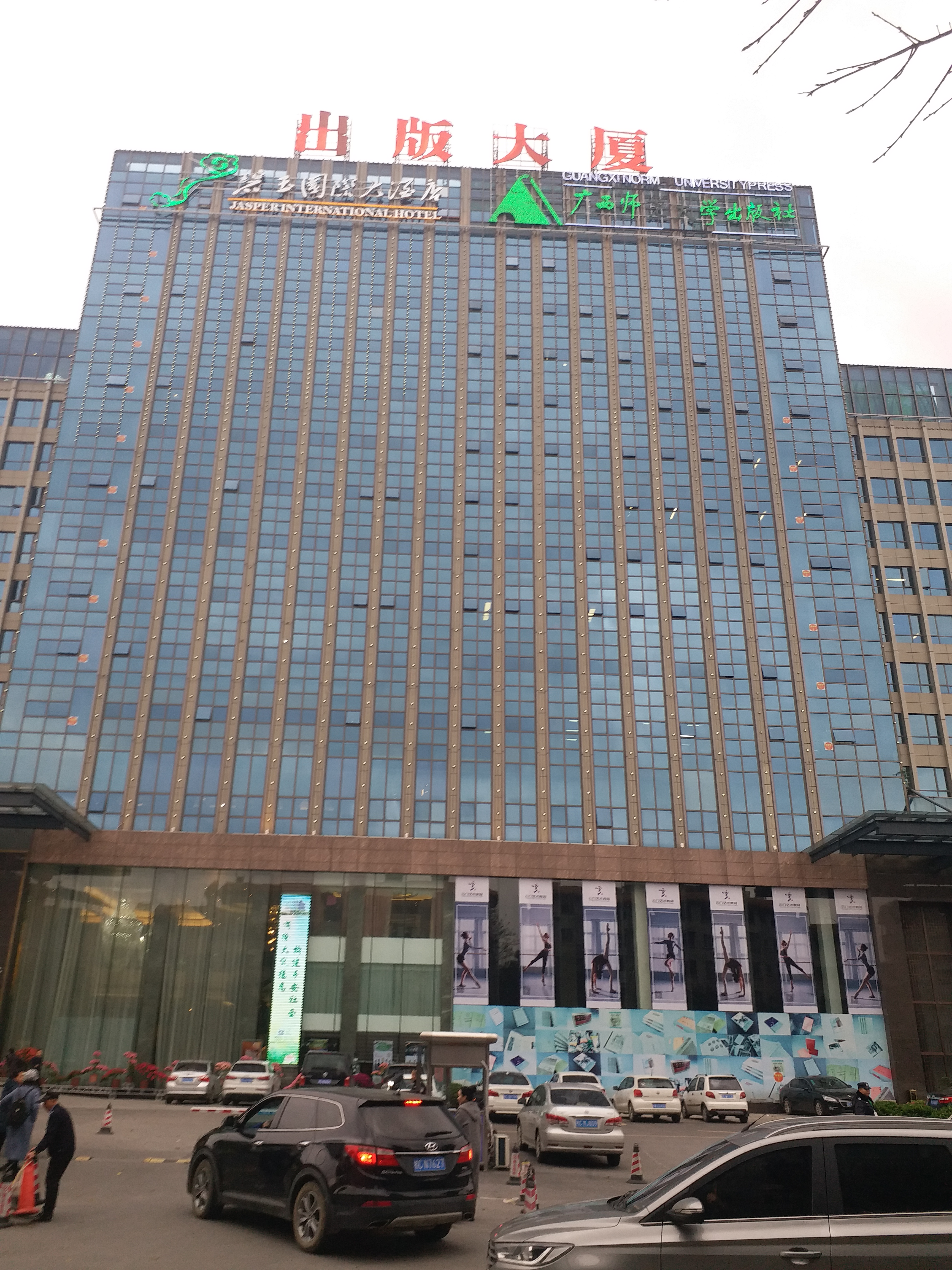
广西师范大学出版社出版大厦

## 简介
广西师范大学出版社建社20年来，共出版图书15,000多种，总印数达16亿多册。截至2006年3月，广西师范大学出版社资产总额为2.84亿元人民幣，其中长期投资5840万元人民幣、固定资产6010万元人民幣、净资产额2.04亿元人民幣，全社总人数共800多人。
广西师范大学出版社下設杂志社（有期刊《作文大王》、《英语大王》、《数学大王》、《新营销》、《市民》、《南方文坛》）、印刷厂、大学书店、电子出版社四个下属企业和五家控股公司（北京、广州、南京、广西與上海五地“贝贝特出版顾问有限公司”，2001年9月至2003年陸續成立）。2009年6月28日，广西师范大学出版社改制为“广西师范大学出版社有限责任公司”，并以此为基础成立“广西师范大学出版社集团”（英語：Guangxi Normal University Press (Group)）。
广西师范大学出版社1998年由肖啟明出任社長後，2000起出版的社科图书、譯著集偏向以藝術與人文風氣濃厚為主，在海内外学术文化界享有较好声誉。近五年来出版《世界名著譯叢》、《世界名著‧思想+史學文庫》、《余英时文集》、《韦伯作品集》、《温故系列》、《白先勇作品系列》、《黄仁宇作品系列》、《钱穆作品系列》、《大学人文读本 （页面存档备份，存于）》、《朱光潜作品系列》、《朱自清作品系列》、《中国大学学术讲演录》、《跨世纪学人文存》、《西域考古图记》、《冷战年代的中国与世界丛书》等。因此蕭在2005年1月獲《出版人》與新浪網舉辦之「2004年中国书业年度评选」的該年度出版人獎項。
广西师范大学出版社亦有出版古籍、檔案整理系列，如《日本关东宪兵队报告集》、《滿鐵調查報告》、《美国哈佛大学哈佛燕京图书馆藏中文善本》等等。

## 社长
- 肖啟明
- 何林夏（2016年遭到逮捕被判刑10年）

## 社名社徽
由中国书法家启功教授所题。

出版社社徽以书籍为图案主体，造型上稍似桂林标志性景点─象鼻山。将书籍概念和桂林地方特色结合，以绿色為主色调。